# Дерек Оллгасен
Дерек Оллгасен (англ. Derek Allhusen, 9 січня 1914 — 24 квітня 2000) — британський вершник.
Олімпійський чемпіон 1968 року в командному триборстві, срібний призер 1968 року в індивідуальному триборстві.
Чемпіон Європи з кінного триборства 1957 (командне триборство), 1967 (командне триборство), 1969 (командне триборство) років, срібний призер 1959 року в командному триборстві, бронзовий призер 1959 (індивідуальне триборство), 1965 (командне триборство), 1967 (індивідуальне триборство) років.